# Oost-Zuid-Afrikaanse tong
De Oost-Zuid-Afrikaanse tong (Austroglossus pectoralis) is een straalvinnige vis uit de familie van eigenlijke tongen (Soleidae) en behoort derhalve tot de orde van platvissen (Pleuronectiformes). De vis kan een lengte bereiken van 60 cm.

## Leefomgeving
Austroglossus pectoralis is een zoutwatervis. De vis prefereert een subtropisch klimaat en leeft hoofdzakelijk in de Atlantische Oceaan. De diepteverspreiding is 10 tot 400 m onder het wateroppervlak.

## Relatie tot de mens
Austroglossus pectoralis is voor de visserij van beperkt commercieel belang. In de hengelsport wordt er weinig op de vis gejaagd.